# Microporella areolata
Microporella areolata är en mossdjursart som beskrevs av Moyano 1983. Microporella areolata ingår i släktet Microporella och familjen Microporellidae. Inga underarter finns listade i Catalogue of Life.